# Glyptothorax minutus
Glyptothorax minutus är en fiskart som beskrevs av Hora 1921. Glyptothorax minutus ingår i släktet Glyptothorax och familjen Sisoridae. Inga underarter finns listade i Catalogue of Life.